# Nabi-Yiri
Nabi-Yiri est une localité située dans le département de Dapélogo de la province de l'Oubritenga dans la région Plateau-Central au Burkina Faso.

## Géographie
Nabi-Yiri est situé à 3 km au nord-est de Dapélogo.

## Santé et éducation
Le centre de soins le plus proche de Nabi-Yiri est le centre de santé et de promotion sociale (CSPS) de Dapélogo tandis que le centre médical avec antenne chirurgicale (CMA) de la province se trouve à Ziniaré.
Le village possède un centre permanent d'alphabétisation et de formation.